# Lucie Cavalier
Lucie Cavalier, née à Paris, est une peintre française du XXe siècle.

## Biographie
Elle expose deux tableaux au Salon des indépendants en 1929 et participe en 1936 au Salon d'automne. 